# Fjorton (TV-kanal)
FJORTON var en TV-kanal från ONE FOUR Television AB som startade sina sändningar i Sverige den 1 december 2016. Kanalen riktade sig till unga och unga vuxna och fokuserade på musik, svenskproducerat innehåll och att visa egna videoskapares innehåll.
Kanalen var fri och tillkom successivt hos tv-leverantörer under hela 2017. Vid lanseringen var kanalen tillgänglig fritt via satellit och via OTT-tjänster, bland annat kanalens egen playtjänst på internet. Kanalen fanns även i ett stort antal kabel-tv-nät över hela Sverige.